# Ситенка (деревня)
Си́тенка — деревня в Толмачёвском городском поселении Лужского района Ленинградской области.

## История
Деревня Ситенка упоминается на карте Санкт-Петербургской губернии Ф. Ф. Шуберта 1834 года.

СИТЕНКА — деревня принадлежит гвардии поручику Скобельцыну, число жителей по ревизии: 51 м. п., 59 ж. п. (1838 год)

Согласно карте профессора С. С. Куторги 1852 года деревня называлась Сытенка.

СИТЕНКА — деревня господина Скобельцина, по просёлочной дороге, число дворов — 14, число душ — 55. (1856 год)

СИТЕНКА — деревня, число жителей по X-ой ревизии 1857 года: 62 м. п., 61 ж. п.

СИТЕНКА — деревня владельческая при реке Луге, число дворов — 16, число жителей: 62 м. п., 61 ж. п. (1862 год)

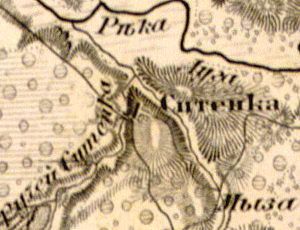
Деревня Ситенка на карте 1863 года

В 1865 году временнообязанные крестьяне деревни выкупили свои земельные наделы у А. П. Новицкой и стали собственниками земли.
В 1869 году временнообязанные крестьяне выкупили свои земельные наделы у П. Н. Скобельцына.
Согласно подворной описи 1882 года:

СИТЕНКА — деревня Ситенского общества Красногорской волости
  
домов — 46, душевых наделов — 64, семей — 41, число жителей — 103 м. п., 111 ж. п.; разряд крестьян — собственники

В XIX — начале XX века деревня административно относилась к Красногорской волости 1-го стана Лужского уезда Санкт-Петербургской губернии.
По данным «Памятных книжек Санкт-Петербургской губернии» за 1900 и 1905 годы, 121 десятина земли в деревне Ситенка принадлежала купцу Михаилу Яковлевичу Томасову.
С 1917 по 1923 год деревня входила в состав Ситенского сельсовета Красногорской волости Лужского уезда.
С 1923 по 1924 год — в Толмачёвской волости, затем в Толмачёвском сельсовете.

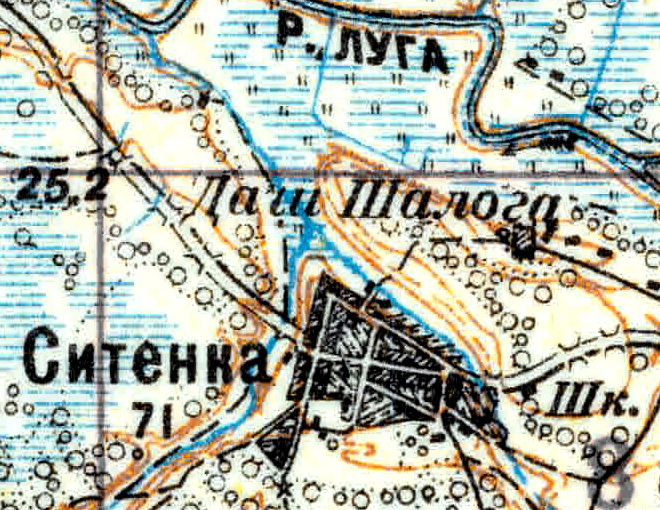
План деревни Ситенка. 1926 год

В 1926 году деревня насчитывала 71 крестьянский двор.
По данным 1933 года деревня Ситенка входила в состав Толмачёвского сельсовета Лужского района.
Деревня была освобождена от немецко-фашистских оккупантов 12 февраля 1944 года.
В 1958 году население деревни составляло 244 человека.
По данным 1966, 1973 и 1990 годов деревня Ситенка, также входила в состав Толмачёвского сельсовета Лужского района.
В 1997 году в деревне Ситенка Толмачёвской волости проживали 198 человек, в 2002 году — 176 человек (русские — 96 %).
В 2007 году в деревне Ситенка Толмачёвского ГП — 158.

## География
Деревня расположена в центральной части района на автодороге 41А-186 (Толмачёво — автодорога «Нарва»).
Расстояние до административного центра поселения — 8 км.
Расстояние до ближайшей железнодорожной станции Толмачёво — 7 км. Ближайший остановочный пункт — платформа Партизанская.
Деревня находится на левом берегу реки Луга.

## Демография
| 2007 | 2010 | 2017 |
| ---- | ---- | ---- |
| 158  | ↘151 | ↗163 |

## Инфраструктура
В деревне есть пилорама, частная ферма и два магазина. Также имеются два садоводства, одно из которых находится на территории бывшего аэродрома.

## Фото

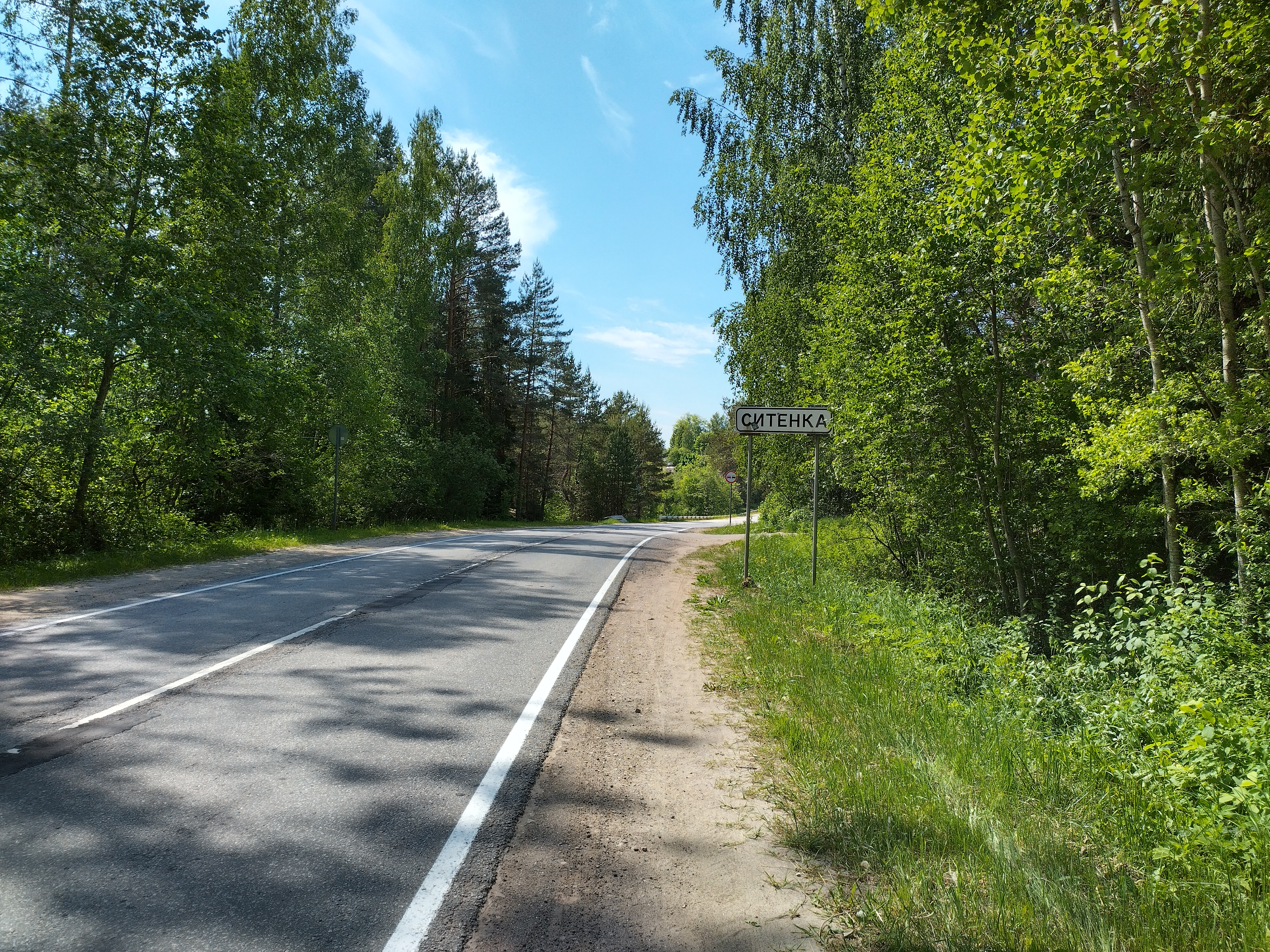
Въезд в деревню с востока. 2023 год

## Улицы
Земляничная, Лесная, Нагорная, Новая, Новостроек, Партизанская, Полевая, Советская, Цветочная.

## Садоводства
Мечта.

## Известные уроженцы
- Гребнев, Валентин Михайлович (26.10.1927) — Герой Социалистического Труда, почётный гражданин Ленинградской области и города Луги[23]